# Gare de Chépy - Valines
Gare de Chépy - Valines vasútállomás Franciaországban, Chepy településen.

## Vasútvonalak
Az állomást az alábbi vasútvonalak érintik:
- Abbeville-Eu-vasútvonal

## Kapcsolódó állomások
A vasútállomáshoz az alábbi állomások vannak a legközelebb:
- Gare d’Acheux-Franleu
- Gare de Feuquerolles